# جنسنغ
الجنسنغ أو الجِنْسة (الاسم العلمي: Panax) (بالإنجليزية: Ginseng)‏ الجنسنغ  هو أي واحد من 11 صنف بطيئي النمو من النباتات المعمرة ذات الجذور اللحمية، والتي تتبع للجنس باناكس من العائلة Araliaceae.
تم العثور على الجنسنغ في أمريكا الشمالية وشرق آسيا (ومعظمهم من كوريا، شمال شرق الصين، بوتان، شرق سيبيريا)، وعادة في المناخات الباردة. باناكس فييتنامينسز، اكتشف في فييتنام، وهو نبات الجنسنغ المعروف في أقصى الجنوب. يركز هذا المقال على الجنسات من سلسلة باناكس، التي هي أعشاب متكيفة جينياً، خصوصاً باناكس جينسنغ وباناكس كوينكيفوليوس، الجينسنغ يمتاز بوجود البروتين السكري جينتونين والستيرويد جينسينوسايد.
الجنسنغ السيبيري (بناقنثة لاسعة) من نفس العائلة، لكن من جنس مختلف، مثل الجنسنغ الحقيقي. كالجنسنغ، يعتبر نبات متكيف جينياً، المركبات الفعالة فيه هي الالوثيروسيدات ليس الجنسينوسايد. بدلاً من الجذور اللحمية، يمتلك الجنسنغ السيبيري جذور خشبية.

## التسمية
كلمة جنسنغ الإنجليزية مشتقة من (رين شين) الصينية (المُبَسط 人参, التقليدي جينسينج). «رين» تعني شخص و «شين» تعني جذر، ويرجع سبب التسمية إلى أن فروعها تشبه رجل الرجُل. النطق الإنجليزي مُشتق من قراءة جنوب الصين، مشابها للكانتونية يون سام (جيوتبينغ: جان4سام1) ونطق هوكين «جين-سيم».
اسم جنس النبات: «باناكس» وتعني «كل الشفاء» باليوناني، تقاسم نفس المصدر بأنه «دواء لكل داء» تم تطبيقها على هذا جنس لان العالم لينيوس الذي اكتشف استخدامها الواسع في الطب الصيني كمرخي للعضلات.
بجانب باناكس جنسنغ، فإن كثير من النباتات الأخرى تُعرف أو تخلط بينها وبين جذور الجنسنغ. ومن الامثلة الأكثر شيوعاً هو «زيانغ شين»، والذي يعرف ايضاً بالجنسنغ الأمريكي (西洋参 (P. quinquefolius، الجنسنغ الياباني (東洋参 (P. japonicus، جنسنغ ولي العهد (太子參(Pseudostellaria heterophylla والجنسنغ السيبيري (刺五加 (Eleutherococcus senticosus. مع أن كل النباتات تمتلك اسم «الجنسنغ»، إلا أن كل نبات له وظائف مميزة ومختلفة. لكن الجنسنغ الحقيقي يتبع فقط للجنسpanax .

## التاريخ
تاريخياً، كانت كوريا المورد الأكبر، والصين المستهلك الأكبر. وقد شكل السيطرة على حقول الجنسنغ قضية مهمة في القرن السادس عشر. تم تسويق المنتج في أكثر من 35 بلدة. وقد تعدّت المبيعات 2.1 مليار دولار، نصفه من كوريا الجنوبية.
في 2010, تقريباً كل محصول الجنسنغ في العالم البالغ 80.000 طن في التجارة الدولية والذي يُنتج في أربع بلدان هي: كوريا الجنوبية، الصين، كندا  والولايات المتحدة.

## الاستعمالات الطبية
في الغالب، يوجد الجذر بشكل مجفف، كلياً أو شرائح. أوراق الجنسنغ، رغم أنها ليست غنية بشكل كبير، إلا انها تستخدم أحياناً. ينسب الطب الشعبي الكثير من الفوائد لجذور للجنسنغ الأمريكي والجنسنغ الآسيوي (باناكس جينسينغ)، ويتضمن ذلك دوره كمثير للشبق، منبه، علاج السكري النوع الثاني، أو لعلاج الضعف الجنسي عند الرجال.
يمكن للجنسنغ أن يضاف بجرعة قليلة لمشروبات الطاقة أو الشاي النباتي، مثل قهوة الجنسنغ.
قد يوجد في مقويّات الشعر ومستحضرات التجميل كذلك، لكن هذه الاستخدامات لم تثبت فعاليتها سريرياً.
ليست هناك دراسات كافية لفهم فاعلية الجينسينغ لعلاج السكري، ولا لاستنتاج فيما إذا كان يؤثر على الضعف الجنسي.

## الأمان
يحتوي نبات الجنسنغ عموما على سلامة جيدة وحدوث الآثار السلبية يبدو أن يكون منخفض. الآثار ضارة عادة ما تكون خفيفة وعابرة.

### دواعي الاستخدام
يحتوي الجنسنغ على الفايتو إستروجينات.

### الآثار الجانبية
يعتبر الأرق  لأثر الجانبي الأكثر شيوعاً لباناكس جينسينغ، لكنه موضع خلاف.
الاثار الأخرى تتضمن غثيان، اسهال، صداع، رعاف، ارتفاع ضغط الدم، انخفاض ضغط الدم وألم الصدر.

### التفاعلات
أظهر الجنسنغ عدة تفاعلات دوائية مع الفينيلازين والوارفرين، حيث أنه يقلل مستويات الكحول في الدم. تفاعل محتمل قد يحصل مع الإيماتينيب  يتسبب بتسمم الكبد، أيضاً مع اللاموتريجين  مسبباً متلازمة DRESS.
وقد يؤدي آيضاً لتحفيز الهلع عند مرضى الإحباط الذين يخلطون الجنسنغ مع ادوية مضادات الاكتئاب.

### الجرعة الزائدة
تعتبر الجنسات الشائعة المتكيفة جينياً (باناكس جينسينغ وباناكس كوينكيفولياس) آمنة نسبياً حتى بكميات كبيرة. يعتبرالنزيف إحدى الأعراض الشائعة والمميزة في حالات الجرعة الزائدة الحادة للباناكس جينسنغ. أما بالنسبة للأعراض في حالات الجرعة الزائدة المعتدلة فتتضمن جفاف الفم والشفاه، الإثارة، التململ، التهيج والانفعال، رعاش، خفقان، الرؤية الضبابية، صداع، أرق، ارتفاع درجة حرارة الجسم، ارتفاع ضغط الدم، انتفاخ وتورم، نقصان الشهية، دوار، حكة، إكزيما، إسهال صباحي مبكر، نزيف وتعب.
أعراض الجرعة الزائدة الفادحة للباناكس جينسينغ تشمل الغثيان، قيء، تهيّج، تململ، سلَس بولي ومعوي، حمى، زيادة ضغط الدم، زيادة التنفس، انخفاض التحسس والتفاعل مع الضوء، انخفاض سرعة القلب، ازرقاق الوجه، احمرار الوجه، نوبات، تشنجات وهذيان.
المرضى الذين مروا بأي من الأعراض السابقة ينصحوا بإيقاف هذه الاعشاب والبحث عن علاج للاعراض.

## التصنيف

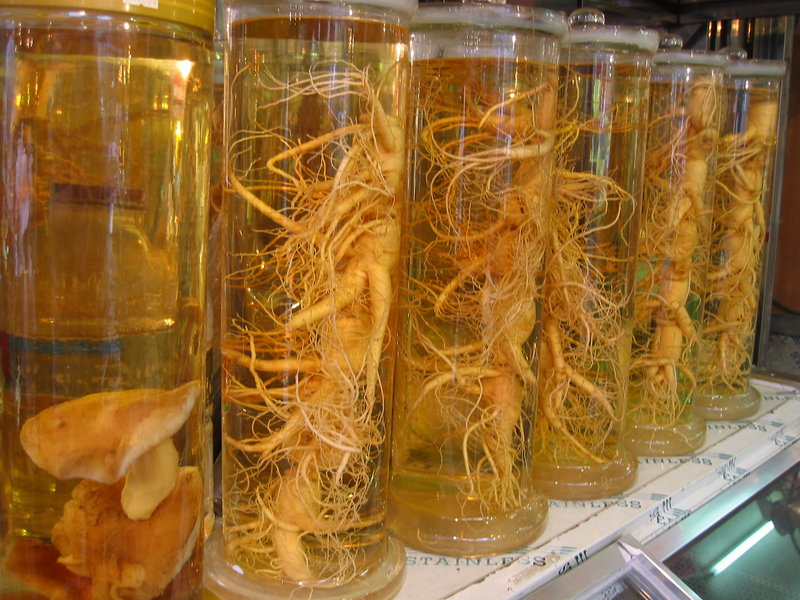
جذور الجنسنغ في سوق سيول، 2003

### جذور الجنسنغ الاسيوي

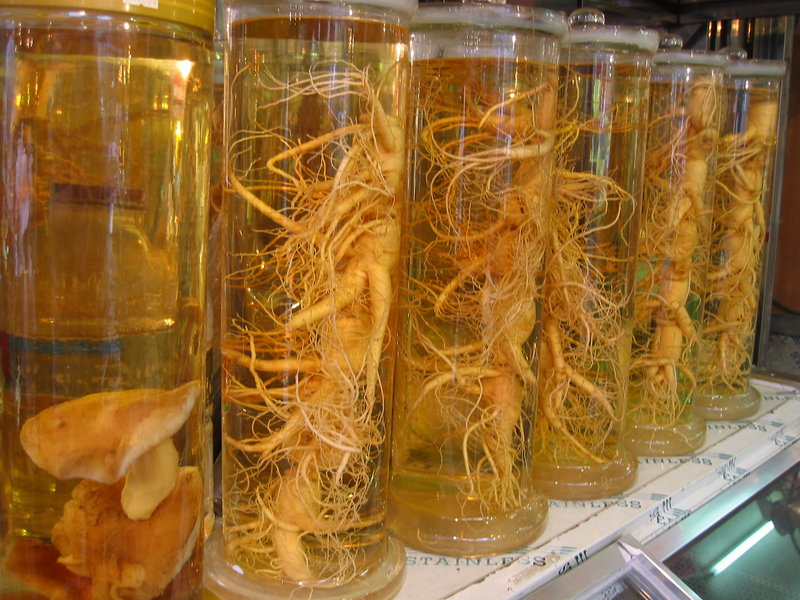
جذور الجنسنغ ومشروم الريشي في زجاجات للبيع في سيول، كوريا

يوجد الجنسنغ باناكس تجارياً بشكل طازج، أحمر وجنسنغ أبيض، الجنسنغ البري يستخدم أينما وجد.

### الجنسنغ الاحمر

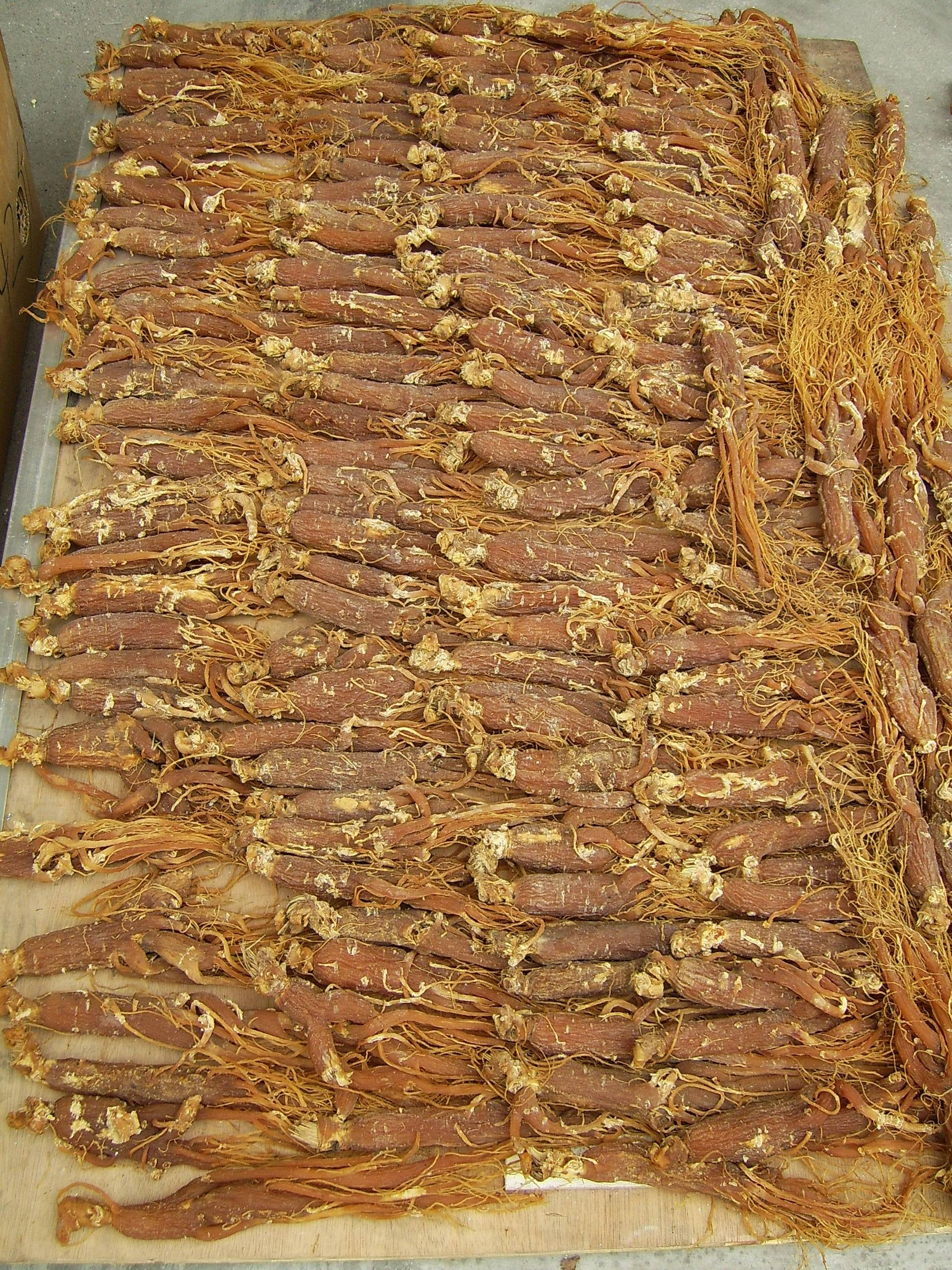
الجنسنج الأحمر

الجنسينج الأحمر ( هانجول: 홍삼 ; هانجا: 紅蔘 ; رر: هونج-سام ; الصيني التقليدي:紅蔘 ; الصيني المبسط: 红参 ; بينين: هونج – شين), باناكس جينسينج، كان يُقشّر ويسخن بالبخار على درجات غليان معياريّة ب 100 سْ (212 فْ), ثم يُجفف أو يُجفف شمسيّاً. غالبا يُتبل في منقوع عشبي مما يجعل الجذور هشة جداً.

### الجنسنغ الطازج
الجنسنغ الطازج هو المادة الخام. استخدامه محدد بنسبة وجوده.

### الجنسنغ الابيض
الجنسنغ الأبيض، وموطنه الأصلي أمريكا، هو جنسنغ طازج تم تجفيفه من غير تسخين. حيث يتم تقشيره وتجفيفه لتقليل المحتوى المائي إلى 12% أو أقل. إن الجنسنغ الأبيض المجفف هوائياً بوجود الشمس قد يحتوي على محتويات علاجية أقل. ويُعتقد بأن أنزيمات موجودة في جذور الجنسنغ تُكسر هذه المحتويات العلاجية أثناء عملية التجفيف. التجفيف بالشمس يحوّل لون الجذور إلى اللون الأبيض المصفر.

### الجنسنغ البري

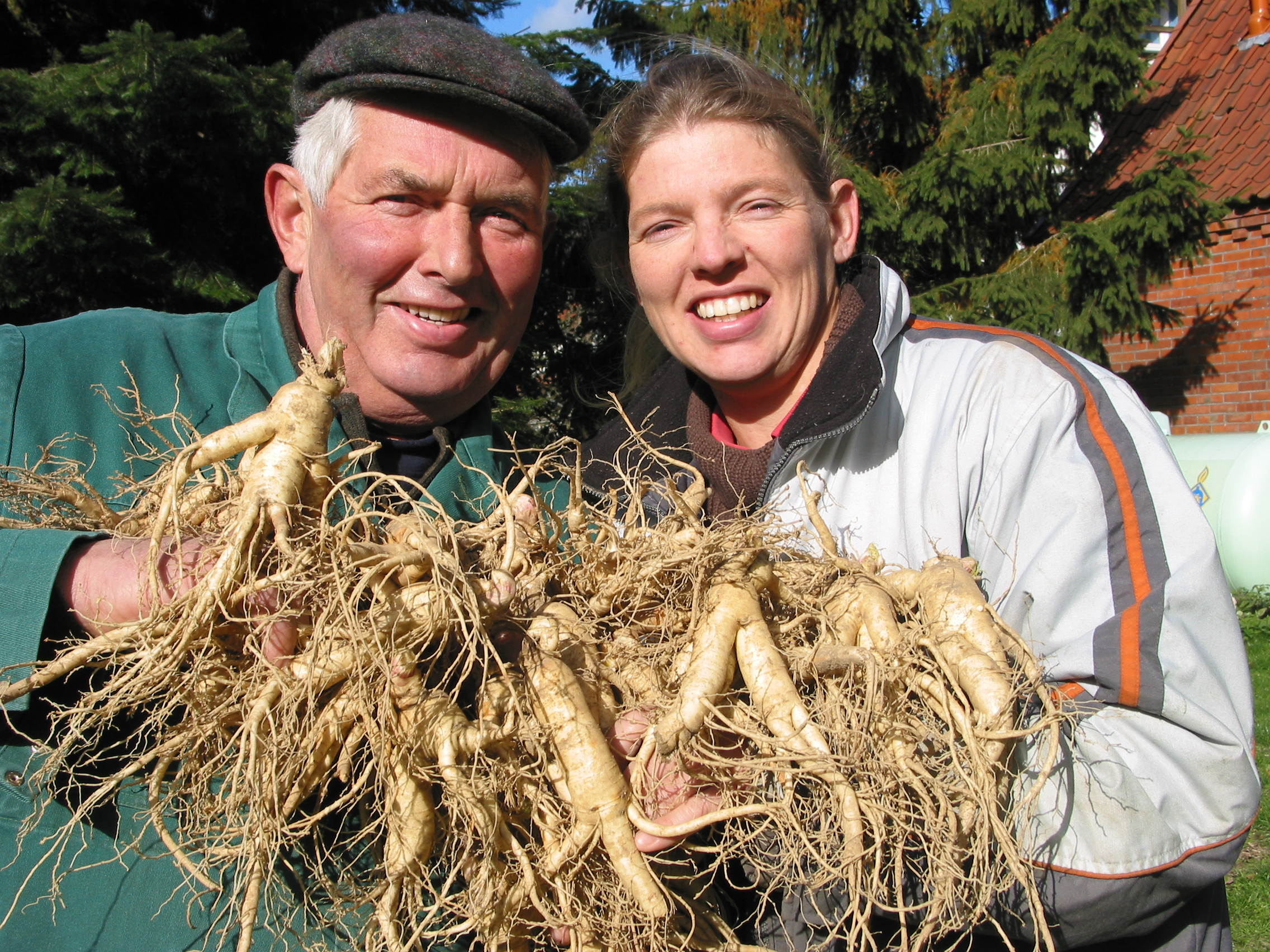
جنسنغ محصود في ألمانيا

ينمو الجنسنغ البري طبيعياً ويُحصد أينما وجد. يُعتبر نادراً نسبياً، ويتعرض لخطر الانقراض بشكل متزايد، وذلك بسبب الطلب المتزايد على المنتج في السنوات الأخيرة، مما أدى إلى طلبه وحصاده بشكل أسرع من معدل نمو النباتات الجديدة (يتطلب سنوات لنضج جذوره). يمكن للجنسنغ البري أن يكون آسيوي أو أمريكي، ويمكن أيضاً معالجته ليكون جنسنغ أحمر.
برامج تنمية غابات الجنسنغ الأمريكية في فيرمونت، مين، تينيسي، فيرجينيا، شمال كارولينا، كولورادو، فرجينيا الغربية، كنتاكي ، واتحاد حاميي النبات شجعوا زراعة الجنسنغ وذلك لاستعادة المواطن الطبيعية ولإزالة الضغط عن الجنسنغ البري المتبقي، حيث يقوموا بتوفير المشورة ومصادر توفر الجذور الصغيرة (الجذيرات) للجنسنغ. وتعد غابات الجنسنغ المزروعة ذات قيمة مماثلة للجنسنغ البري من نفس العمر.
يمكن لبذور الجنسنغ النابتة جزئياً والتي حُصدت الخريف الماضي أن تُزرع من الربيع الباكر إلى الخريف التالي، حيث ستنمو في الربيع التالي. وإذا زُرعت في ظروف برية وتُركت من غير تدخل، سوف تنمو وتكوّن نباتات ناضجة لا يمكن تمييزها من النباتات البرية الأصلية.
إن بذور الجنسنغ الأمريكي والآسيوي النابتة جزئياً يُمكن شراؤها من شهر مايو إلى ديسمبر من خلال مختلف المواقع الالكترونية . بعض البذور قد تأتي مع تعليمات الزراعة والنمو.

### باناكس كوينكيفولياس الجنسينج الأمريكي (الجذور)
اعتماداً على الطب الصيني التقليدي، فإن الجنسنغ الأمريكي يحفز «طاقة يين»، تزيل الفائض من «يانغ» وتهدئ الجسم. يرجع السبب لأن الجنسنغ الأمريكي يحفز طاقة يين (ظل، برد، سالبية، أنثى) بينما يحفز الجنسنغ الآسيوي «يانغ» (أشعة الشمس، حرارة، إيجابية، ذكر), حيث أن الطب الصيني يزعُم أن الأشياء التي تعيش في الأماكن الباردة أو الجهات الشمالية من الجبال أو الانهار تكون قوية بـ«يانغ» والعكس، بالتالي كلاهما متعادلين. ينمو الجنسنغ الصيني/ الكوري في منشوريا وكوريا، إن الكثيرمن الكوريين يعرفون المنطقة الأكثر برودة. لذلك، فإن الجنسنغ الذي ينمو هناك يفترض أن يكون غني بـ«يانغ».
بالأصل، تمّ توريد الجنسنغ الأمريكي إلى الصين بواسطة قوانغتشو شبه الاستوائية، إلى الميناء ثم إلى هونغ كونغ، لذلك فإن الأطباء الصينين يعرفون أن الجنسنغ الأمريكي يجب ان يكون جيّد لـ «يانغ»، لأنه قادم من منطقة حارة. لكنهم لا يعرفون ما إذا كان الجنسنغ الأمريكي يمكن أن ينمو فقط في الأماكن المعتدلة. مع ذلك فإن جذر الجنسنغ يُصنف على أنه «يين» أكثر لأنه يحتوي سوائل.
إن معظم الجنسنغ الأمريكي الشمالي يتم انتاجه في المقاطعات الكندية في أونتاريو وكولومبيا البريطانية والولاية المتحدة ويسكونسن. والآن يمكن أن ينمو أيضاً في الصين الشمالية.
يشبه الجذر العطري الجزر الأبيض الصغير الذي يتشعب كلما يكبر. ينمو النبات 6«إلى 18» طولياً، عادةً يمتلك ثلاث ورقات، كل واحدة لها 3-5 وريقات بطول 2-5 إنشات.

## بعض النباتات الأخرى التي تدعي جنسنغ أحياناً
بعض النباتات الأخرى التي تسمى جنسنغ أحياناً، لكنها إما ان تكون من عائلة مختلفة أو جنس مختلف
- حشيشة الملاك الصينية (أنثى الجنسنغ dong quai)
- Codonopsis pilosula (جنسنغ الرجل الفقير)
- بناقنثة لاسعة (الجنسنغ السيبيري)
- Gynostemma pentaphyllum (الجنسنغ الجنوبي، jiaogulan)
- عشبة الماكا (جينسينج البيرو، maca)
- Oplopanax horridus (جينسينج ألاسكا)
- جنسنغ يونان (معروف ب san qi, tian qi or tien chi; ingredient in yunnan bai yao)
- Pfaffia paniculata (الجنسنغ البرازيلي، suma)
- نجمية كاذبة متباينة الورق  [لغات أخرى]‏ (جنسنغ الأمير)
- شزندرة صينية (توت الخمس نكهات)
- عبعب منوم (الجنسنغ الهندي، ashwagandha)